# Vale do Willamette

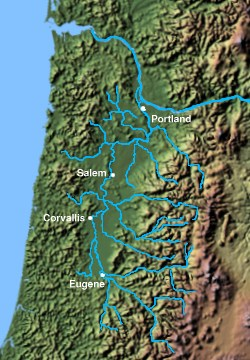
O vale do Willamette

O vale do Willamette (em inglês: Willamette Valley) é a região no noroeste do Oregon nos Estados Unidos da América que circunda o rio Willamette desde a sua nascente nas montanhas, nas proximidades de Eugene até a sua confluência com o rio Columbia em Portland. Umas das áreas mais produtivas para a agricultura, o vale foi o destino dos emigrantes que escolheram a trilha do Oregon na década de 1840. Ela constitui o coração cultural e político do Oregon desde os dias do Território do Oregon, e é o lar de 70% da população do Oregon.